# Zephania Kameeta
Zephania Kameeta (n. 7 august 1945 în Otjimbingwe) este un politician namibian și exponent renumit al teologiei eliberării. Din 20 ianuarie 2002 este episcop al Bisericii Evanghelice Luterane din Republica Namibia (ELCRN), a doua biserică după mărimea numărului de credincioși din această țară. Din martie 2015 este ministru al ministerului pentru combaterea sărăciei și activități filantropice.